# El Pozo, Querétaro Arteaga
El Pozo är en ort i Mexiko.   Den ligger i kommunen El Marqués och delstaten Querétaro Arteaga, i den centrala delen av landet, 180 km nordväst om huvudstaden Mexico City. El Pozo ligger 1 939 meter över havet och antalet invånare är 1 220.
Terrängen runt El Pozo är kuperad åt nordväst, men åt sydost är den platt. Terrängen runt El Pozo sluttar söderut. Runt El Pozo är det ganska tätbefolkat, med 149 invånare per kvadratkilometer. Närmaste större samhälle är Santiago de Querétaro, 7,9 km sydväst om El Pozo. Omgivningarna runt El Pozo är en mosaik av jordbruksmark och naturlig växtlighet.